# Гьянендра
Гьянендра Бир Бикрам Шах Дев (непальск. ज्ञानेन्द्र शाह; Jñānendra Śāh; род. 7 июля 1947) — двенадцатый и последний король Непала (2001—2008). Принадлежит к династии Шах. Фельдмаршал Королевской Непальской армии (с 2001). Как второй сын принца (позже короля) Махендры, Гьянендра был в младенческом возрасте объявлен королём на два месяца (1950—1951), когда оставшиеся члены семьи бежали в Индию, но он не получил международного признания. Его дед, король Трибхуван, вернулся к власти, отобрав её у клана Рана.
Был провозглашен новым королём Непала 4 июня 2001 года по решению Государственного совета, состоявшего из 125 членов.
28 мая 2008 года Учредительное собрание объявило об упразднении монархии. 240-летнее правление династии Шах закончилось. Непал был провозглашён Федеративной Демократической Республикой.

## Биография
Гьянендра родился в Катманду в старом Королевском дворце Нараянхити. Второй сын наследного принца (в последующем короля) Махендры Бир Бикрам Шаха и наследной принцессы Индры Раджа Лакшми Деви Шах.

## Краткое «царствование» (1950—1951)
В ноябре 1950 года во время политического заговора его отец и дед, король Трибхуван, вместе с другими членами королевской семьи были вынуждены бежать в Индию. 10 ноября 1950 года Индия направила специальный самолёт в Катманду и доставил короля Трибхувана и его семью в Индию.
Единственным представителем королевской семьи в Непале был лишь принц Гьянендра. Он был возвращён в столицу Катманду премьер-министром Мохана Шамшера Джанг Бахадура Раны, который объявил его королём 7 ноября 1950 года. Гьянендра был не только коронован, но и в его честь были отчеканены монеты. Премьер-министр в качестве расходов для короля выделил годовой бюджет в 300 000 рупий.

## Последующие годы
Окончил Сент-Джозеф-колледж в Дарджилинге (Индия) в 1966 году и затем университет Трибхуван в Катманду в 1969 году. В 1975 году был членом комитета по подготовке коронации своего брата Бирендры. С 1982 по 2001 годы возглавлял Фонд охраны дикой природы имени короля Махендры. С 1986 по 1991 годы руководил фондом развития района Лумбини.

## На троне
1 июня 2001 года племянник Гьянендры принц Дипендра расстрелял королевскую семью, убив короля Бирендру — своего отца и брата Гьянендры, после чего совершил попытку самоубийства. От полученного ранения принц Дипендра впал в кому, но был провозглашён Тайным советом новым королём Непала. На период нахождения его в тяжёлом состоянии принц Гьянендра был назначен регентом. Король Дипендра умер 4 июня, не приходя в сознание, и Гьянендра взошёл на трон. В своём первом обращении к народу король Гьянендра пообещал провести расследование всех обстоятельств трагедии:
Мы установим все факты и сделаем их достоянием общественности в максимально короткие сроки.
Король Гьянендра назначил следственную группу из двух человек в составе председателя Верховного суда Кешаба Прасада Упадхьяйя  и спикера Палаты представителей Таранатх Ранабхата, которая провела недельное расследование убийства королевской семьи.
После опроса более 100 человек — включая очевидцев, служащих дворца, охранников и сотрудников — они пришли к выводу, что наследный принц Дипендра действительно совершил бойню, но группа не сделала никаких дальнейших выводов.

## От конституционной монархии к абсолютизму
Когда Гьянендра пришёл к власти, он заявил, что предпримет шаги для восстановления конституционной демократии в течение 100 дней, чего он тогда не смог сделать. Хотя некоторые политические заключённые были освобождены, по заявлению оппозиции сотни других оставались под арестом, а ограничения гражданских свобод, такие как общественные собрания и свобода прессы, оставались в силе. Правозащитники призывали Соединённые Штаты не продавать оружие Непалу.
В первые годы своего правления, король Гьянендра стремился установить полный контроль над правительством, сославшись на неспособность всех политических партий провести выборы после роспуска парламента. В мае 2002 года Гьянендра поддержал популярного премьер-министра Шер Бахадур Деуба, когда он распустил парламент, избранный в 1999 году.
В начале мая 2002 года правительственные войска начали наступление на позиции маоистов в западной части страны. По данным правительства, в ходе боевых действий силы безопасности убили по меньшей мере 90 боевиков-маоистов.
В октябре 2002 года король уволил Деуба и впервые консолидировал власть в своих руках.

### Предпосылки переворота
После прекращения огня между маоистами и правительством 27 августа 2003 года, ситуация с безопасностью в Непале стала ухудшаться. Маоисты выступали за разработку новой конституции, по которой предполагалась отмена монархии. Король выступал против такого шага и хотел, чтобы маоисты сложили оружие. Достижение согласия между королем и демократическими элементами считалось ключом к созданию единого фронта, необходимого для победы над маоистами, хотя появились и другие взгляды. С прямым захватом власти и арестом оппозиционных демократических элементов король решил попытаться победить маоистов в одиночку. Наблюдатели считали военную победу Королевской армии Непала над маоистами маловероятной.
Король Гьянендра впервые объявил чрезвычайное положение в ноябре 2001 года; он распустил парламент и принял исполнительную власть в октябре 2002 года. Отсутствие выборов подорвало легитимность правительства, назначенного королем. Весной 2004 года возник политический протест основных политических партий в связи с усилением властных полномочии короля. Премьер-министр Сурья Бахадур Тхапа ушел в отставку на фоне этих протестов 7 мая 2004 года. Королю было трудно проводить выборы, пока маоисты контролировали большую часть сельской местности.
Маоисты в прошлом угрожали тем программам, которые были связаны с Соединёнными Штатами.
В Непале в течение многих лет работают Агентство США по международному развитию и Save the Children. В прошлом лидер маоистов Прачанда заявлял, что «мы гарантируем, что маоистская милиция не причинит никакого вреда американским гражданам — туристам или официальным лицам, за исключением тех, кто прибыл воевать за королевскую армию». Однако, несмотря на такие заверения, правительство США определило маоистов как угрозу американской национальной безопасности и заморозило активы маоистов и предупредило американцев в Непале о «возможности усиления угрозы для американцев и связанных с ними организаций со стороны маоистских повстанцев».
Политическая нестабильность и насилие со стороны повстанцев подорвали экономику страны. По словам близкого советника непальского короля и председателя крупнейшей частной компании страны, «Непал находится на грани того, чтобы стать несостоятельным государством». Официальные лица правительства США выражали аналогичные опасения и утверждали, что дальнейшее ухудшение ситуации в Непале может дестабилизировать регион, спровоцировать новую напряжённость в отношениях между Индией и Китаем и потенциально создать новое убежище террористов в Южной Азии.

### Дворцовый переворот Гьянендры (февраль 2005)
В течение 2002—2005 годов король выбрал и впоследствии уволил трёх премьер-министров за неспособность провести выборы и привлечь повстанцев к переговорам за круглым столом; в конце концов он уволил Деубу во второй раз и стал абсолютным правителем 1 февраля 2005 года, пообещав, что страна вернётся к нормальной жизни в течение 36 месяцев.
Король вёл политическую борьбу с политическими партиями и маоистами, которые боролись за власть. Маоисты стремились создать учредительное собрание, чтобы добиться в политическом плане того, чего они до сих пор не могли добиться на поле боя. Политические партии стремились вернуться к парламентскому правлению, в то время как король предпочитал держать в своих руках реальную власть над правительством. «Союз между любыми двумя из трёх противоборствующих групп, вероятно, определит будущее Непала».
По мнению иностранных наблюдателей, с установлением абсолютной власти короля в феврале 2005 года любой союз между королем и демократами казался отдаленным и мог послужить катализатором союза между демократическими элементами. Опрос, проведенный в июле 2004 года, показал, что 60% непальцев выступают за демократию в условиях конституционной монархии, 17% — за демократию без монархии и только 2% — за возврат к абсолютной монархии.
Отношения между политическими партиями и королем начали портиться в конце 2002 года. 4 октября 2002 года, на фоне неудовлетворенности ухудшающейся ситуацией в области безопасности и неспособности правительства премьер-министра Деубы провести парламентские выборы в соответствии с графиком, король Гьянендра снял его с должности, распустил кабинет министров и взял на себя исполнительную власть, при этом пообещав отказаться от своей власти после формирования нового правительства (в июне 2004 года Деуба был снова назначен на пост премьер-министра и снят с должности 1 февраля 2005 года). Это событие стало первым случаем с момента упразднения абсолютной монархии в 1990 году, когда король Бирендра распустил избранное правительство и принял всю полноту власти. Таким образом, этот шаг ошеломил основные политические партии Непала и привел к обсуждению конституции. В то время как король утверждал, что его решение соответствовало его конституционным полномочиям отправить в отставку правительство во время политического кризиса, уволенный премьер-министр и ключевые политические партии осудили это действие как неконституционное. В дни после увольнения Деубы тысячи непальцев вышли на улицы Катманду, чтобы продемонстрировать свое несогласие с решением короля и потребовать скорейшего восстановления демократии. Меньшие по масштабам демонстрации проводились в поддержку действий короля.
Через неделю после того, как Гьянендра прибрал к рукам исполнительную власть в 2002 году, король встретился с высокопоставленными политическими лидерами, чтобы обсудить формирование нового правительства, и впоследствии он сделал ставку на Локендра Бахадур Чанда, члена роялистской правой Национально-демократической партии и бывшего премьер-министра, с тем, чтобы подготовить почву для проведения новых выборов. Соединённые Штаты выразили свои наилучшие пожелания новому правительству и заверили, что будут продолжать поддерживать усилия Непала по борьбе с терроризмом. Ведущие непальские политические деятели, в том числе Деуба, осудили это назначение как «недемократическое мероприятие», и в декабре и январе прошли дополнительные демонстрации в поддержку демократии с участием десятков тысяч непальцев. На митинге в мае 2003 года собралось около 50 000 граждан, чтобы осудить действия короля и вновь заявить о своих требованиях установления демократии.
После того, как король отказался принять рекомендацию сторон о назначении премьер-министра после отставки Л. Б. Чанда (5 июня 2003 года), была упущена возможность примирения между королем и политическими партиями. Вместо этого король назначил новым премьер-министром Сурью Бахадур Тхапа. Антимонархические протесты пяти основных партий, которые стремились к полному восстановлению парламента, оказали значительное давление на короля в конце 2003 — начале 2004 года. Как сообщалось, в то время маоисты пытались объединиться с основными партиями против короля.
13 июля 2003 года премьер-министра С. Б. Тхапа призвал стороны к проведению третьего раунда переговоров с маоистами. Последующее временное задержание властями главного маоистского переговорщика Бхарата Дунганы привело к закрытию контактного пункта маоистских повстанцев в Катманду и поставило под сомнение третий раунд переговоров. Третий раунд переговоров состоялся в середине августа 2003 года. Переговоры зашли в тупик по нескольким пунктам. Маоисты выступали за учредительное собрание для принятия новой конституции и пересмотра роли короля в системе государственной власти. Правительство выступало против этого, но предложило включить маоистов во временное правительство и назначить новые выборы. Правительство также указало, что согласованное соглашение должно включать план разоружения маоистов. Главный маоистский переговорщик Бабурам Бхаттараи заявил, что «очень маловероятно, что переговоры приведут к какому-либо плодотворному концу». Лидер маоистов Прачандра заявил, что «мы не собираемся соглашаться ни на что меньшее, чем учредительное собрание». Провал переговоров привел к возобновлению боевых действий между маоистами и королевскими войсками.
Гьянендра пообещал, что «мир и эффективная демократия» будут восстановлены в течение трёх лет, но период прямого правления сопровождался подавлением инакомыслия. Однако, данные меры короля оказались крайне неэффективными. Последовавшие затем неоднократные попытки навести порядок, выражавшиеся в военных действиях против повстанцев и сменах правительства, привели к усилению напряжённости.
В апреле 2005 года в Непале была создана новая группа Управления Верховного комиссара ООН по правам человека для контроля за соблюдением прав человека и норм международного гуманитарного права.
Индия всё больше была обеспокоена событиями в Непале, и существовали признаки того, что Китай мог попытаться использовать создавшуюся ситуацию, чтобы усилить своё влияние в стране. Сообщалось также, что Индия была обеспокоена возможными растущими связями между непальскими маоистами и индийскими радикалами. По распространённым данным, лидер маоистской фракции Бабурам Бхаттараи встретился с Генеральным секретарём Коммунистической партии Индии.
На фоне обострения ситуации в стране король Гьянендра обратился к Пакистану и Китаю за военной помощью после решения Индии и Великобритании прекратить продажу оружия Непалу.
Китай рассматривал «переворот» короля как внутреннее дело Непала. Визит министра иностранных дел Китая Ли Чжаосина в Катманду 31 марта 2005 года был самым высокопоставленным визитом в Непал после захвата власти королём в феврале. Стремление Китая к укреплению влияния в Непале могло ограничиваться получением поддержки Непала в вопросе о Тайване и укреплением стабильности в приграничном регионе. Это также могло быть связано с обострением геополитического соперничества с Индией и, возможно, была нацелено на нейтрализацию «растущего влияния Индии и Америки в Непале». Непал поддержал закон Китая о борьбе с сецессией на Тайване и закрыл представительство Далай-ламы в изгнании в Катманду.
Реакция США на события в Непале ограничивались призывами к сторонам о необходимости восстановления демократии и гражданского общества. Помощник государственного секретаря США по Южной Азии Кристина Рокка посетила Непал в мае 2005 года, где она провела «продуктивную» встречу с королём. В то время она описала американские цели в Непале следующим образом: «мы хотим, чтобы Непал был мирной, процветающей и демократической страной, в которой гражданские свободы и права человека защищены». В прошлом Соединённые Штаты оказывали Непалу помощь в области безопасности и увеличивали помощь в целях экономического развития. В 2005 году было запрошено $4 млн на финансирование вооружённых сил и $650 000 на международное военное образование и подготовку для Непала на 2006 финансовый год. Великобритания планировала предоставить Непалу пакет военной техники для борьбы с маоистским мятежом в январе 2005 года, но прекратила военную помощь после февральских событий.
После взятия полноты власти в свои руки, Гьянендра столкнулся с жёстким давлением коалиции из семи партии и маоистов. Аналитики считали, что разногласия между королём Гьянендрой и основными политическими партиями подрывали способность Непала бороться с продолжающимся маоистским мятежом. По сообщениям, в январе 2006 года король арестовал сотни людей, в том числе партийных лидеров. 1 февраля в Непале прошли уличные протесты, которые ознаменовали первую годовщину захвата власти королём. Резко активизировались маоисты, которые начали нападать на военные объекты, полицейские участки и правительственные здания, в результате которых с обеих сторон были жертвы.
Международные организации выразили серьёзную обеспокоенность по поводу безопасности журналистов после решения короля об ограничении гражданских свобод, включая свободу прессы, конституционную защиту от цензуры и право на превентивное задержание. Жёсткий подход короля к демократам вынудил последних найти общий язык с маоистами. Считается, что в январе 2006 года более 90 человек погибли после возобновления маоистами боевых действии. Маоисты нарушили перемирие 2 января. С этого периода они усилили нападения на полицейские посты и объекты безопасности.
Последняя волна подавления демократических элементов в стране стала результатом попытки короля предотвратить запланированную демонстрацию 26 января бойкот муниципальных выборов, которые были запланированы на 8 февраля. По приказу короля была отключена телефонная связь и интернет-обслуживание, запрещены демонстрации, был введён комендантский час, отмечалось столкновение полицейских частей со студентами-демонстрантами, власти арестовали лидеров партии в целях укрепления своего положения и проведения выборов.
В преддверии этих выборов маоисты нацелились на кандидатов. По сообщениям, только 3700 кандидатов подали свои кандидатуры на 4100 мест по всей стране. Правительство заявило всем желающим баллотировался на этих выборах, что они возьмут их под защиту, если они примут участие в выборах.
По сообщениям, семь политических партий (включая и роялистскую партию), которые до расформирования королём парламента представляли более 90% парламента, заявили, что выборы не будут свободными и справедливыми, учитывая состояние гражданской войны и политических беспорядков, и будут быть использованы королём, чтобы узаконить его власть. Демократы требовали, чтобы король отказался от абсолютной власти, которую он захватил почти год назад. Восемь студенческих групп присоединились к "продемократическому альянсу" семи партии и поддержали продемократические усилия посредством уличных демонстраций.
Нью-Дели, Вашингтон, Токио и Европейский союз выразили свою обеспокоенность действиями короля, в то время как Китай и Пакистан оказали королю некоторую поддержку. Индия и США приостановили продажу военной техники Непалу. Сообщалось, что Китай и Пакистан осуществили военные продажи в Непал, включая гранаты и боеприпасы. По сообщениям, мотивом для этого являлось усиление влияния Китая в регионе, граничащим с Тибетом.
Европейский союз выступил с предупреждением, что ситуация, по-видимому, «движется к ещё более серьёзной конфронтации и поляризации, что увеличивает риск углубления политического кризиса».
Неспособность короля Гьянендры подавить маоистское мятеж и репрессии против продемократических элементов в стране подорвали его легитимность. Действия короля против демократов подтолкнуло последних на альянс с маоистам, поскольку теперь они оба выступали против королевской власти. Сообщалось, что маоисты и семь основных политических партий тайно встретились в ноябре 2005 года в Индии и обсудили повестку дня из 12 пунктов, чтобы восстановить многопартийную демократию в Непале, положить конец "тиранической монархии" и работать над проведением выборов Учредительного собрания, чтобы составить новую конституцию для Непала. Также было заявлено, что маоисты согласились отказаться от кампании насилия, если их требование об Учредительном собрании будет выполнено.
Некоторые непальские политики опасались, что маоисты будут использовать данный процесс для захвата правительства и что они возобновят боевые действия, если не получат власть в результате политического процесса. Наиболее значительный результат событий, произошедших с ноября 2005 года, заключалось в том, что мнение о том, что путь к миру можно было найти через договорённость между политическими партиями и королём всё чаще подвергалось сомнению из-за того, что такой компромисс был маловероятен.
Король Гьянендра продолжал осуществлять контроль над демократическими элементами, но добился незначительных успехов в борьбе против маоистов. По сообщениям, король в начале 2005 года думал, что может воспользоваться расколом в руководстве маоистов и продолжающимся беспорядком среди демократов, чтобы захватить контроль и использовать Королевскую армию Непала для победы над маоистами.
Похоже, на практике захват власти королём было нацелено как на утверждение контроля над демократическими элементами, так и на попытку утвердить власть над маоистами. Многие наблюдатели считали, что военное решение конфликта с маоистами было недостижимо и что были необходимы согласованные усилия короля и демократов для создания единого фронта для разгрома маоистов. Несмотря на неудачи, маоисты, похоже, были полны решимости предпринять широкомасштабные атаки.
В апреле 2006 года в Катманду произошла серия демонстраций и актов протеста, поддержанная многочисленными политическими партиями и маоистами. Демонстрации поначалу жестоко подавлялись, что снова приводило к дестабилизации государства. В итоге король согласился со многими требованиями демонстрантов, и было собрано коалиционное правительство, которое постепенно стало ограничивать права короля.

### Реакция маоистов на «февральский переворот»
Маоисты, в знак протеста против действий короля, в период с 13 по 27 февраля 2005 года блокировали основные автомагистрали, которые связывали 75 районов страны, а также международные автомобильные связи с Индией и Китаем. Это привело к столкновениям между маоистами и королевскими войсками и, по сообщениям, привело к остановке торговли автомобильным транспортом. Армия организовала вооружённые конвой, что позволило продолжить ограниченную торговлю.
Маоисты и ранее блокировали сухопутные маршруты в Катманду, как было в августе 2004 года. Во время недельной блокады в 2004 году цены на некоторые основные продукты питания выросли более чем вдвое, а топливо продавалось нормировано.
Блокируя Катманду, маоисты могли усилить давление на королевское правительство. Они угрожали повторить блокаду 2004 года, если король не изменит политику и не восстановит политическую власть партии.
6 июня 2005 года маоисты взорвали бомбу под переполненным автобусом, пересекавшим мост, в результате которого погибли 38 и ранены более 70 человек. Впоследствии лидер маоистов Прачанда заявил, что нападение было направлено не против гражданских лиц, а против военнослужащих правительственных сил.

### Реакция демократической оппозиции на «февральский переворот»
Лишь немногие политические лидеры выступили против установления единоличной власти короля. Четыре редактора непальских газет были вызваны на допрос после того, как в знак протеста их газеты опубликовали пустые страницы. Известно также, что ещё шесть журналистов были задержаны властями. Позиция Непальского конгресса заключалась в том, что новая конституция должна была быть разработана Учредительным собранием всех ключевых политически заинтересованных сторон, которое также учитывало политические требования маоистов. Партия Непальского конгресса также выступило с требованием, чтобы король отменил чрезвычайное положение, освободил всех политзаключённых, восстановил связь, отозвал парламент и сформировал временное правительство во главе с бывшим премьер-министром Ш.Б. Деубой.
8 мая 2005 года семь основных политических партий Непала объявили, что они будут работать вместе для реформирования конституции, восстановления парламента, который был распущен с 2002 года, и ограничения полномочий короля. Американский посол в Непаде Джеймс Ф. Мориарти заявил, что «противостояние короля и политических партий значительно облегчат маоистам прогресс». Президент Ассоциации адвокатов Непала поддержал призыв Ассоциации адвокатов Верховного суда к адвокатам страны бойкотировать Королевскую комиссию по борьбе с коррупцией, которая была создана после того, как Гьянендра установил единовластие в феврале. Комиссия по борьбе с коррупцией имело право расследовать, преследовать и выносить приговоры. За предполагаемое участие в коррупционных действиях бывший премьер-министр Деуба был взят под арест.

### Правозащитные организации
По заявлениям правозащитных организации, после восстановления абсолютной власти короля, Непал «всё глубже погружается в масштабный кризис в области прав человека» с «произвольными арестами, цензурой и репрессиями» с «приостановлением основных конституционных прав, включая свободу собраний». По состоянию на 9 февраля 2005 года было арестовано большое количество оппозиционных политиков, правозащитников, студентов и профсоюзных деятелей. Правозащитные организации утверждали, что в Непале существует история исчезновения людей после того, как они были взяты под стражу по политическим мотивам, поэтому, существовала обеспокоенность по поводу тех, кто всё ещё находится в заключении.
В докладе Международной кризисной группы, опубликованном в феврале 2005 года, говорилось, что в Непале «исчезновения и внесудебные убийства являются одними из худших в мире». В докладе прогнозировалось, что действия короля активизируют гражданскую войну и помогут маоистам укрепить свои позиции, а также, в сложившейся ситуации предоставят международному сообществу возможность играть конструктивную роль. 24 февраля 2005 года Европейский парламент принял резолюцию, решительно осуждавшую "переворот" короля Гьянендры, и выступил с рекомендацией об арбитраже нейтральной третьей стороны, такие как ООН.

## Непал между Индией и Китаем в период правления Гьянендры
Геополитический статус Непала как буферного государства, не имеющего выхода к морю, расположенного между двумя азиатскими гигантами — Индией и Китаем, — серьезно ограничивает его внешнюю политику и торговые возможности. Хотя, Непал стремился поддерживать дружеские отношения с обоими соседями, его культурные, языковые, религиозные и экономические связи с Индией исторически были намного ближе, чем с Китаем. Несмотря на это, первые шаги короля Гьянендры после вступления на престол обострили отношения Катманду с Нью-Дели и открыли перспективу более тесных отношений с Китаем. Непал сильно зависит от Индии как основного источника импорта, основного рынка экспорта и доступа к морю через главный порт Калькутты. Более того, Гималайский горный хребет вдоль северной границы Непала ограничивает доступ к Китаю, тогда как 500-мильная южная граница с Индией относительно открыта. Индия, которая всегда считала Непал стратегическим звеном в обороне своей северной границы, поддерживала усилия Катманду против маоистских партизан, предоставляя боевые вертолеты, транспортные средства и оружие, а также обучая непальских солдат. Тогда некоторые исследователи считали, что Индия больше всех потеряет от достижении маоистов в Непале, поскольку Нью-Дели рассматривал нестабильность Непала как потенциальный катализатор дестабилизации проблемных северо-восточных штатов Индии.
В то же время непальское руководство долгое время возмущалось экономическим влиянием Индии и стремилось к проведению более независимой внешней политики. Катманду иногда «разыгрывал карту Китая», пытаясь уравновесить то, что оно считало чрезмерным давлением со стороны Индии. В последние годы Пекин оказал Непалу значительную экономическую помощь — примерно $10 миллионов в год — и пообещал «политическую и моральную» поддержку борьбы правительства Непала против маоистского повстанческого движения, которую Пекин осуждал как злоупотребление идеями председателя Мао Цзэдуна. В ноябре 2001 года Пекин согласился предоставить оборудование связи, чтобы помочь непальской армии действовать в гористой местности. Некоторые наблюдатели отмечали, что стабильность Непала важна для Пекина, поскольку он служит буфером между Китаем и Индией. Соединённые Штаты явно поддерживали Индию, взявшую на себя ведущую роль в ситуации в Непале после захвата власти королем в феврале 2005 года.

## Утрата статусов и власти
Соглашение между оппозицией и королём под индийским контролем не было выполнено сторонами. Широко распространено мнение, что премьер-министр Гириджа Прасад Коирала был глубоко убеждён в том, что до тех пор, пока король Гьянендра оставался у власти, в Непале всегда существовала угроза демократическому порядку.
10 июня 2006 года парламент отменил основные полномочия короля, включая его право вето на законы. Это положило конец идее «короля в парламенте», и он был превращён в номинальную фигуру, хотя какое-то время король продолжал получать поздравления и принимать дипломатов. В соответствии со статьёй 167 Конституции все исполнительные полномочия, а также полномочия короля в предыдущей Конституции были теперь возложены на премьер-министра. Монархия была лишена всех полномочий, что сделало Гьянендру гражданским королём.
В июне 2006 года король был лишён статуса аватары Вишну. Непал до этого был теократической монархией, и одной из немногих стран, в которых индуизм провозглашён государственной религией.
В январе 2007 года король был лишён верховной власти в стране, в правительство вошли представители маоистских повстанцев.
Премьер-министр Коирала, который ранее поддерживал идею сохранения монархии, в марте 2007 года заявил, что король Гьянендра должен уйти в отставку. В июне Коирала повторил свой призыв к королю Гьянендре отречься от престола в пользу своего внука принца Хридаендра.

#### Порча автомобилей
Во время массового праздника Шиваратри Гьянендра пришёл в храм Пашупатинатх. На территории храма сопровождающие Гьянендру автомобили были забросаны камнями. После ритуала Гьянендра попытался вернуться к своему автомобилю через западные ворота, и при посадке в автомобиль в его сторону полетели камни с северной площадки перед храмом. Когда автомобиль тронулся, в сторону автомобиля, который вёл сам Гьянендра, снова полетели камни. В храме начался митинг против монархии.
После инцидента служба безопасности вместе с военными стали плотно сопровождать Гьянендру. Преодолевая пробки, он вернулся во дворец с большим опозданием. Подобный случай был беспрецедентным в непальской истории — короли почитались как аватары божества, и нападение на них было невозможным.

#### Упразднение монархии
15 января 2007 года был создан временный парламент с КПН-М, а 1 апреля 2007 года было сформировано временное правительство, к которому присоединилась КПН-М.
В июле 2007 года празднование 60-летия короля было бойкотировано правительственными чиновниками, празднество прошло достаточно скромно, на него явилось лишь небольшое число отставных министров, иностранные представители отсутствовали.
23 августа 2007 года переходное правительство Непала национализировало всё имущество, унаследованное Гьянендрой от его брата, включая Королевский дворец Нараянхити. Национализация не коснулась собственности Гьянендры, которой он владел до вступления на престол.
24 декабря было объявлено, что после утверждения парламента монархия будет упразднена в 2008 году в рамках мирного соглашения с маоистскими повстанцами. До тех пор следовало разработать новую конституцию с целью узаконения республиканского правления.
28 декабря временный парламент Непала одобрил законопроект о внесении поправок в конституцию 1990 года, обнародованный 15 января 2007 года, с оговоркой о том, что Непал станет федеративной демократической республикой, который будет реализован на первом совещании Учредительного собрания.
Гьянендра в интервью с иностранными журналистами, опубликованном 9 апреля 2008 года, выразил недовольство решением временного парламента об отмене монархии после выборов в Учредительное собрание 10 апреля. Интервью было опубликовано в ведущей японской газете Daily Yomiuri (The Japan News). Обращаясь к группе японских корреспондентов в королевском дворце Нараянхити 4 февраля 2008 года, король Гьянендра сказал: «[Решение] не отражает мнение большинства людей. Это не демократия». Однако он признал, что люди имеют право выбирать судьбу монархии.
Гьянендра нарушил строгое молчание в интервью непальской еженедельной газете, в которой монарх сказал, что молчал, «чтобы мирный процесс увенчался успехом». 7 февраля 2008 года Би-би-си опубликовало заявление Гьянендры во время интервью с японскими журналистами: «Сами непальцы должны говорить о том, куда движется нация, о направлении, в котором она движется, и о том, почему она становится хаотичной […]». По утверждению Гьянендры, его действия 1 февраля 2005 года было направлено на благо народа, на восстановление мира и стабильности в стране. Далее король заявил, что его попытка не увенчалась успехом, и поэтому жители страны страдают в настоящее время.
27 мая 2008 года парламент решил дать Гьянендре пятнадцать дней, чтобы освободить королевский дворец, и постановил, что первое собрание состоится на следующий день в 11 часов утра; однако это было отложено из-за нерешительности среди ведущих партий по разделению власти и выдвижению 26 членов Учредительного собрания.
28 мая в ходе заседания недавно избранной ассамблеи прошло окончательное голосование об отмене монархии в Непале. Дни 28—30 мая объявлены официальным праздником в ознаменование низложения монархии и установления республики.
Поскольку Гьянендра должен был покинуть Нараянхити, он попросил правительство организовать для него жильё; 4 июня правительство решило предоставить бывшему королю и его семье дворец Нагарджуны, называемый также летней резиденцией короля.
Гьянендра покинул дворец Нараянхити 11 июня и переехал во дворец Нагарджуны. Его новая резиденция состоит из десяти зданий, включая королевскую резиденцию Хеманта Бас, три гостевых дома (Барша Бас, Шарад Бас и Гришма Бас), один офис секретариата и одну штаб-квартиру. Гьянендра и его семья переехали в двухэтажный Хеманта Бас. После его отъезда дворец Нараянхити был превращён в музей, в то время как корона и королевский скипетр Гьянендры, покрытые бриллиантами и рубинами, наряду со всеми другими коронными драгоценностями и королевскими активами, стали государственной собственностью. Дворец был объявлен «главным символом падения династии Шах, которая объединила Непал в 1760-х годах».

### Попытки восстановления монархии в Непале
В интервью телеканалу «News24» в 2012 году Гьянендра заявил, что вернётся во власть в качестве короля Непала, хотя он не указал конкретные сроки. Когда его спросили, рассматривает ли он возможность активного участия в политике, Гьянендра сказал, что он не политик. Он отверг также необходимость проведения референдума о реставрации института монархии. Гьянендра заявил, что, поскольку политики не спросили мнения народа об отмене монархии посредством референдума, он не считает необходимым проведение референдума о восстановлении монархии.
Гьянендра также заявил в интервью «News24», что между ним и политиками существовало письменное соглашение о том, что конституционная монархия будет возвращена, когда он передаст свои полномочия политикам и восстановит уволенный парламент.

### Состояние королевской семьи
Несмотря на то, что всё имущество, которое Гьянендра унаследовал от своего покойного брата, короля Бирендры, было национализировано, бывший король сохранил всё своё личное состояние, которое он получил до своего восшествия на престол. Будучи бизнесменом, бывший король, как говорят, унаследовал огромные состояния от членов своей семьи и до сих пор управляет многими прибыльными бизнесами за счёт инвестиций в размере сотни миллионов долларов. Инвестиции Гьянендры в один только «Soaltee Hotel» оценивалось в $100 миллионов в 2008 году с долей 40 %.
Кроме того, как сообщалось, бывший король владеет 54 % акций «Himalayan Goodricke», 39 % акций «Surya Nepal Tobacco», имеет долю в «Annapurna Hotel», который он унаследовал от тётки — Принцессы Хелен (жена принца Басундхара, сына короля Трибхувана), а также крупные чайные плантаций в Итахари, прядильная фабрика «Jyoti» в Биргандже, пивоваренный завод «Narayanghat», дистрибьюторская компания «Toyota» и «Tata», «Laxmi Rosin Turpentine Pvt Ltd», энергетическая компания «Bhotekoshi», «Sirpadi Trading Pvt Ltd», «Gorkha Lawrie Pvt Ltd», «Amaravati Pvt Ltd», остров на Мальдивских островах и нефтяной интерес в Нигерии.